# Daun Khaus
Daun Khaus (russisk: Даун Хаус) er en russisk komediefilm fra 2001 instrueret af Roman Romanovitj Katjanov. Filmen er en filmatisering af Fjodor Dostojevskijs roman Idioten fra 1869.

## Medvirkende
- Fjodor Bondartjuk – Mysjkin
- Ivan Okhlobystin – Rogozjin
- Anna Buklovskaja – Nastasja Filippovna
- Aleksandr Basjirov – Ferdysjjenko
- Mikhail Vladimirov – Ganja Ivolgin